# Pouchkine : Le Dernier Duel
Pour plus de détails, voir Fiche technique et Distribution.
Pouchkine : Le Dernier Duel (Пушкин. Последняя дуэль, Pushkin: Poslednyaya duel) est un film russe réalisé par Natalia Bondartchouk, sorti en 2006,.

## Synopsis
Le film couvre la période précédant le duel entre Alexandre Pouchkine et l'officier du régiment de cavalerie Georges d'Anthès qui a eu lieu le 27 janvier 1837 à la périphérie de Saint-Pétersbourg; après la mort du poète, une enquête secrète a lieu sur cet événement tragique.
Selon les auteurs, le poète était ami avec l'empereur Nicolas Ier et a été victime d'un complot de la cour autour d'une camarilla, jouant le rôle d'agents d'influence de diplomates occidentaux. Les circonstances de la mort font l'objet d'une enquête par le chef de la police secrète Leonti von Dubelt et le colonel Galakhov (personnage fictif).

## Distribution
- Sergueï Bezroukov: Alexandre Pouchkine
- Anna Snatkina : Natalia Nikolaïevna Gontcharova, épouse de Pouchkine
- Evgueni Stytchkine : Mikhaïl Lermontov
- Andreï Ilyine : Constantin d'Anzas
- Andreï Zibrov : l'historien Piotr Vladimirovitch Dolgoroukov
- Ioulian Makarov : le tsar Nicolas Ier
- Viktor Soukhoroukov : le colonel Galakhov
- Boris Plotnikov : Leonti von Doubelt
- Lioubov Povolotskaïa : Maria Nesselrode
- Natalia Bondartchouk : Ekaterina Andreïevna Karamzina
- Roman Romantsov : le baron français Georges Charles de Heeckeren d'Anthès
- Inna Makarova : Ekaterina Zagriajskaïa
- Sergueï Nikonenko : Nikita Kozlov

## Fiche technique
- Photographie : Maria Soloviova
- Musique : Ivan Bourliaiev
- Montage : Alexandre Khatchko